# Tjeerd van Dekken
Tjeerd Rienk van Dekken (Marum, 14 mei 1967) is een Nederlands politicus en bestuurder. Hij is lid van de PvdA.

## Biografie
Van Dekken volgde een mbo-opleiding. In 1994 werd hij voorzitter van de Jonge Socialisten. Dat bleef hij twee jaar. In diezelfde periode kwam hij in het partijbestuur van de PvdA. Vanaf 1998 werkte hij als gespreksleider bij debatcentrum Waag en als programmamaker bij Buro TVD. Later had Van Dekken zijn eigen communicatiebureau. In 2007 stelde Van Dekken zich kandidaat voor het partijvoorzitterschap van de PvdA. In de verkiezingsstrijd die vooral ging tussen Jan Pronk en Lilianne Ploumen speelde hij verder geen rol van betekenis.
Bij de Tweede Kamerverkiezingen van 2010 kwam Van Dekken voor de PvdA in de Tweede Kamer. Als Tweede Kamerlid kreeg hij voor elkaar dat er een wet werd aangenomen waardoor de strafmaat voor mishandeling tegen dieren wordt verhoogd. Bij de Tweede Kamerverkiezingen van 2017 werd hij niet herkozen.
Op 15 december 2018 werd Van Dekken aangewezen als lijsttrekker in de provincie Groningen voor de Provinciale Statenverkiezingen van 2019. Op 28 maart 2019 werd hij geïnstalleerd als Statenlid. Namens de PvdA was hij fractievoorzitter in de Staten van Groningen. Naast zijn Statenlidmaatschap was hij actief als instructeur jeugd en jongeren en was hij voorzitter van de Raad van Bestuur van poppodia Vera en Simplon, voorzitter van het Jeugdfonds Sport Groningen en bestuurslid van de Supportersvereniging FC Groningen.
Op 19 mei 2019 werd bekendgemaakt dat er een coalitieakkoord was bereikt tussen GroenLinks, PvdA, ChristenUnie, VVD, CDA en D66. Van Dekken was namens de PvdA kandidaat-gedeputeerde. Op 29 mei 2019 werd hij geïnstalleerd als gedeputeerde met in zijn portefeuille: Leefbaarheid; Ondergrond (winningsbesluit, gas en zout, nota ondergrond, STRONG); Milieu (inclusief bodembeheer); Arbeid en scholing; Wonen, welzijn en zorg; Gebied Middenoost-Groningen (Oldambt, Midden-Groningen, Veendam).
Op 29 oktober 2022 werd Dekken lijsttrekker van de PvdA voor de Provinciale Statenverkiezingen van 2023. Op 29 maart 2023 werd hij opnieuw geïnstalleerd als Statenlid. Op 29 dat jaar werd de coalitie gepresenteerd van BBB, PvdA, ChristenUnie en Groninger Belang. Op 5 juli dat jaar werd Dekken opnieuw beëdigd als gedeputeerde met in zijn portefeuille: Arbeidsmarkt en werkgelegenheid; Scholing en onderwijs; Leefbaarheid en brede welvaart; Regiokernen; Wonen; Kunst en cultuur; Digitalisering; Milieu; Blauwestad. In de Provinciale Staten werd hij op 5 juli dat jaar opgevolgd door zijn partijgenoot Joling. Op 19 maart 2025 stopte hij als gedeputeerde.
- Parlement.com: viem19ibjaz4